# Кёлле, Иоганн Людвиг Кристиан
Иоганн Людвиг Кристиан Кёлле (нем. Johann Ludwig Christian Koelle; 1763—1797) — немецкий (прусский) врач и ботаник.

## Биография
Иоганн Людвиг Кристиан Кёлле родился в городе Мюнхберг в Верхней Франконии (в некоторых источниках указывается Мюнхен) 18 марта 1763 года.
Учился в Эрлангенском университете, в 1787 году получил степень доктора медицины и хирургии. В диссертации проводил монографическую обработку рода Aconitum.
Кёлле работал главным врачом района Байройт. Также он был членом Регенсбургского ботанического общества, основанного в 1790 году.
30 июля 1797 года Иоганн Кёлле скончался. Вскоре после смерти Кёлле его вдова продала гербарий, состоявший из порядка 3000 образцов растений. Его нынешнее местонахождение не установлено.
В 1798 году вышла книга Кёлле Flora des Fürstenthumes Bayreuth, оконченная и отредактированная байройтским библиотекарем Теодором Кристианом Элльродтом (1767—1804).

## Некоторые научные работы
- Koelle, I.L.C. Spicilegium observationum de Aconito. — Erlangae: Typis Adolphii Ernesti Iunge, 1787. — 60 p.
- Koelle, I.L.C. Flora des Fürstenthumes Bayreuth / bearbeitet und herausgegeben von T.C. Ellrodt. — Bayreuth, 1798. — xiv + 354 p.

## Растения, названные в честь И. Л. К. Кёлле
- Koellea Biria, 1811, nom. illeg. [≡ Eranthis Salisb., 1807, nom. cons.]
- Koellia Moench, 1794, nom. superfl. [= Pycnanthemum Michx., 1803, nom. cons.]
- Aconitum koelleanum Rchb., 1819 [= Aconitum tauricum Wulfen, 1788]